# Free Hand
Free Hand är progrockbandet Gentle Giants sjunde studioalbum, utgivet juli 1975.

## Låtlista
Alla låtar skrevs av Kerry Minnear, Derek Shulman och Ray Shulman.
Sida ett
1. "Just the Same" - 5:33
2. "On Reflection" - 5:43
3. "Free Hand" - 6:14

Sida två
1. "Time to Kill" - 5:08
2. "His Last Voyage" - 6:26
3. "Talybont" - 2:43
4. "Mobile" - 5:03

## Medverkande
- Garry Green - elgitarr (1-7), akustisk gitarr (5, 7), blockflöjt (2, 6), sång (2-5)
- Kerry Minnear - piano (1-5, 7), hammondorgel (1, 2, 4, 5, 7), clavinet (3, 5-7), minimoog (1, 2, 4), synthesizer (1, 3, 6), elpiano (3, 4), cembalo (2, 6), Wurlitzer-piano, spikpiano (7), celesta (2), klockspel (2), vibrafon (1, 2, 5), marimba (2), timpani (2), harpa (2), cello (2), tenor blockflöjt (6)
- Derek Shulman - sång (1-4, 7), diskant blockflöjt (6), altsaxofon (1)
- Ray Shulman - bas, elfiol (7), fiol (7), viola (2), sång (2)
- John Weathers - trummor (1-5, 7), tamburin (1, 6, 7), bastrumma (2, 6), puka (6, 7), virveltrumma (2), triangel (2), cymbal (2), woodblock (3), koskälla (3), ramtrumma (7), slagverk (2)